# Смолёвка татарская
Смолёвка татарская (лат. Silene tatarica) — вид многолетних травянистых растений семейства Гвоздичные (Caryophyllaceae).

## Ботаническое описание
Многолетнее травянистое растение с многочисленными голыми ветвистыми стеблями высотой (20)30–60(80) см сизоватой окраски.
Прикорневые листья 2–5,5 см длиной и до 1,5 см шириной, суженые в длинные черешок, рано увядают. Стеблевые листья сидячие или суженые в короткий черешок, обратно-яйцевидной формы, 3–4 см длиной и до 1,5 см шириной, кончик острый, в пазухах часто имеются укороченные побеги с более узкими листьями.
Цветки собраны в длинные кистевидные метёлки на верхушках стебля и ветвей. Цветоносы толстоватые, 4–10 мм длиной. Чашечка цилиндрически булавовидная, голая, с плёнчато-окаймлёнными и густореснитчатыми зубцами. Лепестки беловатые, зеленовато-белые или зеленовато-жёлтоватые, надрезанные практически до основания на две продолговатые доли.
Плод — коробочка широкояйцевидной формы, около 7 мм длиной, на коротком голом карпофоре 1–3 мм длиной. Семена почковидные, около 1,5 мм длиной.
Хромосомное число 2n = 24.

## Распространение и экология
Природный ареал охватывает Среднюю Азию, северо-восточную Скандинавию, восточную часть Средней Европы. В России встречается как заносное в Арктических областях, Европейской части. Вид включён в ботанический атлас растений Ленинградской области.
Встречается в пустынных солонцеватых степях, на песчаных участках вдоль рек, прибрежных валах и старых дюнах, песчаных полянах и опушках, у дорог.

## Классификация

### Таксономия
Silene tatarica Pers., 1805,  Syn. Pl. 1: 497 
Вид Смолёвка татарская относится к роду Смолёвка (Silene) семейства Гвоздичные (Caryophyllaceae) порядка Гвоздичноцветные (Caryophyllales). Кладограмма в соответствии с Системой APG IV по состоянию на декабрь 2023 года:
|  |                                      |  |                                   |                                   |                      |  | ещё 40 семейств | ещё 40 семейств |                    |  |  |  | еще 485 подтвержденных видов и 1 143 вида, ожидающих подтверждения |
|  |                                      |  |                                   |                                   |                      |  | ещё 40 семейств | ещё 40 семейств |                    |  |  |  | еще 485 подтвержденных видов и 1 143 вида, ожидающих подтверждения |
|  |                                      |  |                                   | порядок Гвоздичноцветные          |                      |  |                 |                 | род Смолёвка       |  |  |  |                                                                    |
|  |                                      |  |                                   | порядок Гвоздичноцветные          |                      |  |                 |                 | род Смолёвка       |  |  |  |                                                                    |
|  | отдел Цветковые, или Покрытосеменные |  |                                   |                                   | семейство Гвоздичные |  |                 |                 | Смолёвка татарская |  |  |  |                                                                    |
|  | отдел Цветковые, или Покрытосеменные |  |                                   |                                   | семейство Гвоздичные |  |                 |                 |                    |  |  |  |                                                                    |
|  |                                      |  | ещё 63 порядка цветковых растений | ещё 63 порядка цветковых растений |                      |  |                 | еще 97 родов    | еще 97 родов       |  |  |  |                                                                    |
|  |                                      |  |                                   | ещё 63 порядка цветковых растений |                      |  |                 |                 | еще 97 родов       |  |  |  |                                                                    |